# Morti nel 1059
| Questa pagina contiene informazioni ricavate automaticamente dalle voci biografiche con l'ausilio del template Bio e di un bot. L'aggiornamento è periodico e automatico e ricostruisce completamente la pagina. Se manca una persona in questa lista, sei pregato di non aggiungerla, ma accertati piuttosto che la sua voce biografica contenga il template Bio e che i dati anagrafici siano correttamente compilati. Se il template Bio manca, inseriscilo tu stesso o, in alternativa, metti l'avviso {{tmp\|Bio}} che ne segnala la mancanza. Se i dati riportati sono sbagliati, correggi direttamente la voce biografica; le modifiche saranno visibili in questa lista entro pochi giorni. Per chiarimenti vedi il progetto biografie. La lista contiene solo le 9 persone che sono citate nell'enciclopedia e per le quali è stato implementato correttamente il template Bio. Pagina aggiornata al 13 gen 2025. |

- 21 gennaio - Michele I Cerulario, arcivescovo ortodosso bizantino (n. 1000)
- 29 giugno - Bernardo II di Sassonia, nobile tedesco
- 14 agosto - Giselberto di Lussemburgo, nobile tedesco
- Abd Allah ibn Yasin al-Juzuli, personalità religiosa berbero
- Abu Mansur Wahsudan, sovrano curdo
- Michele VI Bringa, imperatore bizantino
- Eilika di Schweinfurt, nobile tedesca
- Guglielmo V d'Alvernia, conte
- Leonzio di Alessandria, arcivescovo ortodosso egiziano